# Борушенко-Моро, Лариса Павловна
Лариса Павловна Борушенко-Моро (укр. Лариса Павлівна Борушенко-Моро, род. 18 июня 1944 или около 1940, Катовице или Барыш, Тарнопольская область) — украинская пианистка в диаспоре. Дочь Павла Борушенко, сестра Оксаны Борушенко. Лауреат премии Национального конкурса фортепиано (штат Баия, Бразилия, 1966). Проживает в Бразилии.

## Биография
Отец — Павел Борушенко, уроженец городка Барыш, ныне село Чортковского района Тернопольской области, Украина.
В 1964 году окончила студии библиотековедения Паранского университета и одновременно Паранскую школу музыки и изобразительного искусства (г. Куритиба, Бразилия; 1965, преп. Р. Франк). Совершенствовала мастерство в США и Австрии. Училась на курсах А. Эстрелла, Д. А. Ласимон, Ж. Клайна, Г. Олимондо.
С 1969 года — профессор-ассистент музыки в консерватории в г. Велос-Артес (штат Парана).
Участница конкурсов в Сан-Пауло, Рио-де-Жанейро. Солистка симфонического оркестра Федерального университета Параны, оркестра «Антиква де Куритиба».
Давала сольные концерты в городах Бразилии (с 1964), США (с 1968), Канады (с 1987), Германии (с 1993), Украины (с 1994). Исполняет произведения Э. Вилла-Лобоса, Э. Кригера, Э. Назарета, Б. Бартока, С. Прокофьева, В. Барвинского, Н. Лысенко, А. Кос-Анатольского, Н. Колессы, И.-С. Баха, Ф. Шопена, Й. Гайдна. Игре Борушенко присуще звонкое, подчёркнуто-выпуклое изложение, яркое акцентирование, оптимистичный характер звучания.